# Live at the Fillmore East (Neil Young)
Live at the Fillmore East is een livealbum van Neil Young met Crazy Horse. Young en band waren op tournee om het album Everybody knows this is nowhere te promoten gedurende februari en maart 1970. Het was tevens de laatste tournee waarbij Danny Whitten meespeelde als deel van Crazy Horse; hij ging ten onder aan drugsgebruik. Voorts maakte Jack Nitzsche toen deel uit van Crazy Horse. De combinatie trad twee keer per avond op op 6 en 7 maart in de Filmore East-zaal te New York. Hij speelde zowel een akoestische als elektrische set en het album bevat de gehele elektrische set op "Cinnamon girl" na.
"Come on baby let's go downtown" is een lied dat geschreven is door Whitten en Young. In 1971 verscheen het op het album Crazy Horse. Het zou later in 1975 nog verschijnen op Tonight's the night van Young om aandacht te vestigen op de vernietigende werking van drugs. Op Live at Filmore East wordt alleen Whitten als schrijver genoemd. Twee andere liedjes waren tot dan toe niet op studioalbums verschenen; "Winterlong" zou pas uitgegeven worden op Decade, terwijl "Wonderin'" moest wachten tot 1983; het album Everybody's rockin'”.
Het album verscheen eerst los, maar werd later ook opgenomen in de verzamelbox The archives vol. 1 1963-1972.

## Musici
- Neil Young - gitaar, zang
- Danny Whitten - gitaar, zang
- Jack Nitzsche - elektrische piano
- Billy Talbot - basgitaar
- Ralph Molina - slagwerk, zang

## Muziek
Alle door Neil Young behalve waar aangegeven:

| Nr. | Titel                                          | Duur  |
| --- | ---------------------------------------------- | ----- |
| 1.  | Everybody knows this is nowhere                | 3:36  |
| 2.  | Winterlong                                     | 3:40  |
| 3.  | Down by the river                              | 12:24 |
| 4.  | Wonderin'                                      | 3:35  |
| 5.  | Come on baby let's go downtown (Whitten/Young) | 3:51  |
| 6.  | Cowgirl in the sand                            | 16:09 |

Als voorprogramma trad op beide avonden Miles Davis op; ook de opnamen hiervan werden uitgegeven.